# Vitalij Kuznetsov
Vitalij Jakovlevitj Kuznetsov (ryska: Виталий Яковлевич Кузнецов), född den 16 februari 1941 i Novoje Mazino i Tatariska ASSR i Sovjetunionen (nu republiken Tatarstan i Ryssland), död den 12 oktober 2011 i Moskva i Ryssland, var en sovjetisk judoutövare.
Han tog OS-silver i herrarnas öppna viktklass i samband med de olympiska judotävlingarna 1972 i München.